# 蘇聖芳
蘇聖芳（1996年8月5日—），生於台灣新北市，畢業於淡江大學英文系，現為台灣棋院職業四段圍棋棋士。

## 升段記錄
- 2011年1月1日晉升職業初段
- 2011年8月26日晉升職業二段
- 2016年5月18日晉升職業三段
- 2022年8月19日晉升職業四段

## 戰績
《業餘》：
- 2008年第十屆全國女子圍棋公開賽    高段組冠軍
- 2009年第十一屆全國女子圍棋公開賽 高段組冠軍
- 2010年第十二屆全國女子圍棋公開賽  六段組冠軍[1]

《職業》：
- 2011年第一屆黃龍士佳源盃世界女子圍棋團體錦標賽台灣代表
- 2012年第一屆華頂茶葉杯世界女子圍棋團體錦標賽台灣代表
- 2012年第三屆 穹窿山兵聖杯 世界女子圍棋賽 台灣代表
- 2012年北京智力精英運動會女子代表選手
- 2013年全國運動會女子團體銀牌
- 2013年仁川亞洲室內暨武藝運動會女子團體銅牌
- 2013年第二屆華頂茶葉杯世界女子圍棋團體錦標賽台灣代表
- 2014年託福杯國際新銳圍棋對抗賽女子台灣代表
- 2015年第一屆女子最強戰第三名
- 2016年第三屆福蔭杯國際精銳圍棋對抗戰 團體賽季軍
- 2017年穹窿山兵聖杯 世界女子圍棋賽 台灣代表
- 2017年第七屆鈺德盃職業女子圍棋賽冠軍[2]
- 2017年第四屆福蔭杯國際精銳圍棋對抗賽 團體第四名
- 2021年 第七屆健喬盃女子圍棋最強賽 亞軍[3]

## 新聞事件
2023年8月15日鏡週刊報導，蘇聖芳向鏡週刊投訴，2021年她入選杭州亞運圍棋比賽培訓隊。2022年11月16日與11月30日，培訓隊總教練周俊勳兩度對她性騷擾。她指稱當時情況，周上下撫摸她的背，當摸到內衣背扣時，還刻意停留了一下，過程十幾秒鐘，讓她感到不舒服。2023年1月，蘇聖芳向友人求助，但後有棋士得知消息，對她質疑、挑釁，蘇聖芳決定自行退出代表隊。離隊當天，她對周俊勳的性騷提出質疑，周當場道歉，但要蘇聖芳簽下自願離隊切結書，蘇拒簽，雙方不歡而散。經鏡週刊報導後，周俊勳先是否認，後為此致歉，表示配合調查，並請辭亞運圍棋總教練。

## 外部連結
- 台灣棋院-棋士資訊－蘇聖芳 （页面存档备份，存于）（繁體中文）
- 蘇聖芳晉升職業三段新聞稿 （页面存档备份，存于）（繁體中文）
- 台灣棋院 （页面存档备份，存于）（繁體中文）